# Giezi
Giezi è un personaggio minore della Bibbia le cui vicende sono narrate nel Secondo Libro dei Re. È noto principalmente per essere stato il servo del profeta Eliseo.

## Personaggio
Giezi era strettamente legato al profeta Eliseo, assistendolo nelle sue attività e missioni. La caratteristica più marcata di Giezi era la sua ambizione. A differenza del suo maestro Eliseo, che era noto per la sua umiltà e dedizione a Dio, Giezi era attratto dalle ricchezze e dagli onori terreni. Ma la sua ambizione lo portò a compiere un atto di disonestà.

## Nella Bibbia
Il momento più importante e noto della storia di Giezi è legato alla guarigione di Naaman, un comandante siro lebbroso. Naaman, guarito miracolosamente da Eliseo, aveva offerto al profeta ricchi doni in segno di gratitudine. Eliseo, però, li rifiutò, dimostrando così la sua integrità e il suo disinteresse per le ricchezze materiali. Ghiezi, osservando la scena, non condivideva l'atteggiamento del suo maestro. Pensando di potersi arricchire, escogitò un piano ingannevole. Raccontò a Naaman una storia falsa, sostenendo che Eliseo avesse cambiato idea e desiderasse i doni. Ingannato da Giezi, Naaman gli consegnò i doni. Quando Eliseo scoprì l'inganno di Giezi, lo condannò duramente. La lebbra di Naaman passò a Giezi, come punizione per la sua avidità e disonestà.